# Santi García
Santiago García González (Madrid, 29 agosto 2001) è un calciatore spagnolo, centrocampista del Gil Vicente.

## Carriera
Cresciuto nelle giovanili di Atlético Madrid e Trival Valderas, nel 2019 è stato promosso in prima squadra dove ha esordito in Tercera División. Nel 2020 è stato acquistato dal Getafe e l'anno successivo è stato assegnato alla formazione B. Ha fatto il suo esordio in la prima squadra il 20 agosto 2023, nell'incontro di Primera División perso 3-0 contro il Girona, in quella che a posteriori si è rivelata essere anche la sua unica presenza stagionale in prima squadra.
Il 5 luglio 2024 ha firmato un triennale con il Gil Vicente, club della prima divisione portoghese.

## Statistiche

### Presenze e reti nei club
Statistiche aggiornate al 14 ottobre 2024
| Stagione        | Squadra         | Campionato      | Campionato | Campionato | Coppe nazionali | Coppe nazionali | Coppe nazionali | Coppe continentali | Coppe continentali | Coppe continentali | Altre coppe | Altre coppe | Altre coppe | Totale | Totale | Totale |
| Stagione        | Squadra         | Comp            | Pres       | Reti       | Comp            | Pres            | Reti            | Comp               | Pres               | Reti               | Comp        | Pres        | Reti        | Pres   | Reti   |        |
| --------------- | --------------- | --------------- | ---------- | ---------- | --------------- | --------------- | --------------- | ------------------ | ------------------ | ------------------ | ----------- | ----------- | ----------- | ------ | ------ | ------ |
| 2019-2020       | Trival Valderas | TD              | 18         | 1          | -               | -               | -               | -                  | -                  | -                  | -           | -           | -           | 18     | 1      |        |
| 2020-2021       | Getafe B        | SDB             | 18         | 0          | -               | -               | -               | -                  | -                  | -                  | -           | -           | -           | 18     | 0      |        |
| 2021-2022       | Getafe B        | SDR             | 14         | 4          | -               | -               | -               | -                  | -                  | -                  | -           | -           | -           | 14     | 4      |        |
| 2022-2023       | Getafe B        | SF              | 26         | 11         | -               | -               | -               | -                  | -                  | -                  | -           | -           | -           | 26     | 11     |        |
| 2023-2024       | Getafe B        | SF              | 28         | 6          | -               | -               | -               | -                  | -                  | -                  | -           | -           | -           | 28     | 6      |        |
| Totale Getafe B | Totale Getafe B | Totale Getafe B | 86         | 21         |                 | -               | -               |                    | -                  | -                  |             | -           | -           | 86     | 21     |        |
| 2023-2024       | Getafe          | PD              | 1          | 0          | CR              | 0               | 0               | -                  | -                  | -                  | -           | -           | -           | 1      | 0      |        |
| 2024-2025       | Gil Vicente     | PL              | 4          | 0          | CP+CdL          | 0               | 0               | -                  | -                  | -                  | -           | -           | -           | 4      | 0      |        |
| Totale carriera | Totale carriera | Totale carriera | 61         | 1          |                 | 0               | 0               |                    | -                  | -                  |             | -           | -           | 61     | 1      |        |